# 童裝

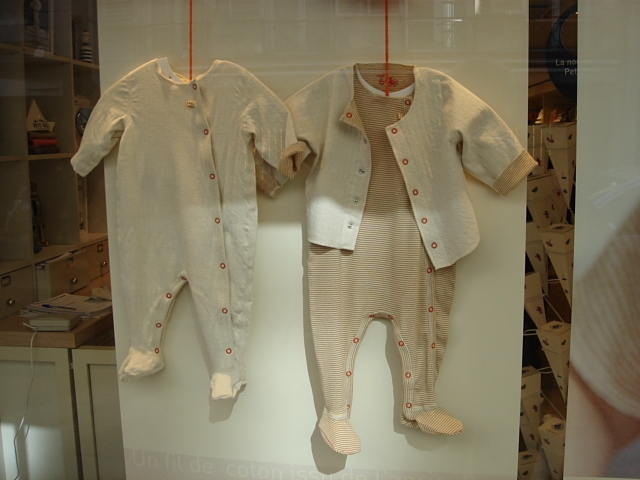
婴儿服装

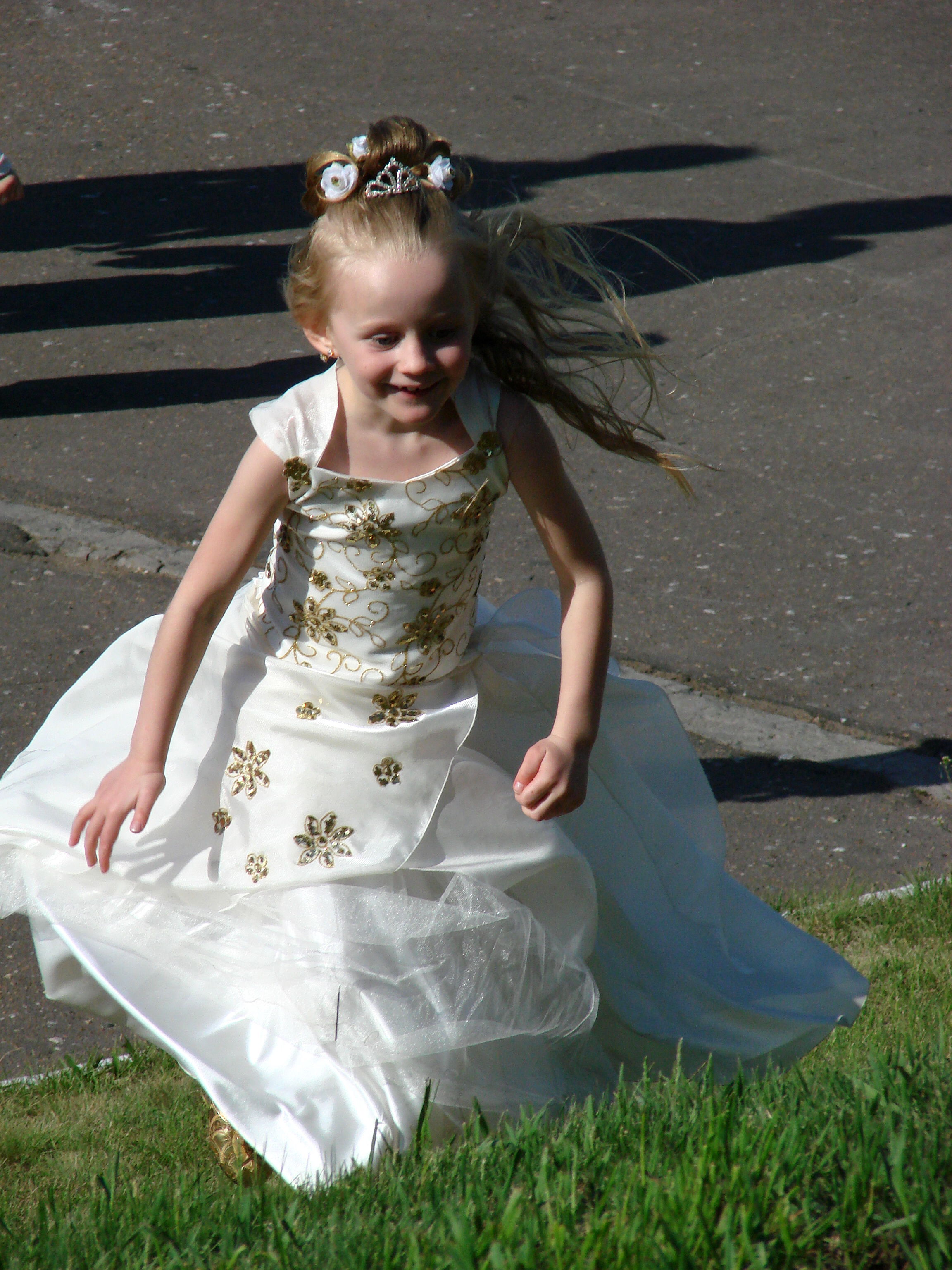
一个穿着裙子的女孩。

儿童服装簡稱童装，是指儿童穿著的服装。儿童服装通常比成人服装更休闲，适合于玩耍和休息。不過也有很多童装開始受到成人服裝的影响。由于Instagram等社交媒体平台的兴起，名人和时尚博主一直在利用他们的账户发布他们的孩子穿着的服装照片，从而激发了其他父母像打扮自己一样打扮他们的孩子。质量好、设计好的服装是一些家长的优先考虑，而且男孩和女孩的衣服也要分開设计。